# Frédéric II de Saxe
Frédéric II dit « le Bon » (ou « le Doux », « le Placide » ; en allemand : der Sanftmütige), né à Leipzig le 22 août 1412 et décédé le 7 septembre 1464 dans la même ville, est un prince du Saint-Empire de la maison de Wettin, fils de l'électeur Frédéric Ier de Saxe et de Catherine de Brunswick-Lunebourg. Il fut électeur de Saxe, duc de Saxe-Wittemberg et margrave de Misnie de 1428 jusqu'à sa mort, ainsi que landgrave de Thuringe de 1440 à 1445. Il règne tout d'abord conjointement avec ses frères Sigismond, Henri et Guillaume ; en 1433, les Wettin font la paix avec les hussites.

## Biographie
Frédéric II est le fils aîné de Frédéric Ier de Saxe (1370-1428), margrave de Misnie depuis 1381, et de son épouse Catherine de Brunswick-Lunebourg (1395-1442), fille du duc Henri Ier de Brunswick. Son père combat aux côtés de l'empereur Sigismond de Luxembourg durant les croisades contre les hussites et il est récompensé en 1423 quand il est inféodé avec le duché de Saxe-Wittemberg et l'électorat de Saxe. Après la mort de son père, Frédéric reprend le gouvernement de la Saxe conjointement avec ses frères cadets Guillaume, Henri et Sigismond. 
En 1428, les hussites mènent des incursions dévastatrices jusqu'en Lusace, Silésie et même Autriche. Ils occupent également la ville de Dresde et ravagent les campagnes, détruisent les mines de Scharfenberg et brûlent Strehla et Belgern. En 1430, plus d'une centaine de villes, châteaux et environ 1.300 villages sont détruits. L'année suivante une armée de 80 000 hommes commandés par l'électeur Frédéric Ier de Brandebourg, accompagné de Frédéric II de Saxe et du landgrave Frédéric IV de Thuringe, entreprend une 5e Croisade contre les Hussites. Sa déconfiture est complète et elle quitte le territoire tchèque le 14 août 1431 dans la région de Domazlice sans avoir combattu pendant que les hussites massacrent les troupes en retraite. En 1433, après plus de quinze années de guerres, les princes réussissent à conclurent enfin la paix avec les hussites.
La rencontre des parlements locaux (États-Généraux) en 1438 est considérée comme le premier Landtag de Saxe. Les chambres élues recoivent le droit de se réunir entre elles pour discuter des innovations en matière de fiscalité sans être convoquées par le souverain. Dès 1466, elles doivent être aussi consultées sur les décisions de guerre et de paix. 
Avec la mort de Frédéric IV « le Pacifique », l'oncle de Frédéric, en 1440, le landgraviat de Thuringe revient à l'électorat de Saxe. Après le retrait d'Henri et de Sigismond comme co-régents, Frédéric et Guillaume se partagent les territoires. Le plan de partage des États-Généraux présenté à Altenbourg le 16 juillet 1445 attribue à Guillaume la partie thuringienne et franconienne de l'électorat, Frédéric recevant la partie orientale. Les mines restent possession commune. Bien que le roi des Romains Frédéric III ait confirmé ce plan, les désaccords sur l'application de ce partage conduisent l'année suivante à une guerre fratricide qui ne se termine que le 27 janvier 1451 avec la paix de Naumbourg. Le traité d'Egra du 25 avril 1459, signé par l'électeur Frédéric et le duc Guillaume III de Saxe d'une part, et le roi Georges de Bohême d'autre part, fixe la frontière entre le royaume de Bohême et la Saxe sur la crête principale des monts Métallifères et au milieu de l'Elbe ; elle subsiste en grande partie jusqu'à aujourd'hui et fait ainsi partie des frontières encore existantes les plus anciennes d'Europe.
Après la mort de Frédéric II en 1464, ses deux fils, Ernest et Albert III, se partagèrent le gouvernement. Après la mort de Guillaume III en 1482, la Thuringe retourne à l'électorat de Saxe.

## Descendance

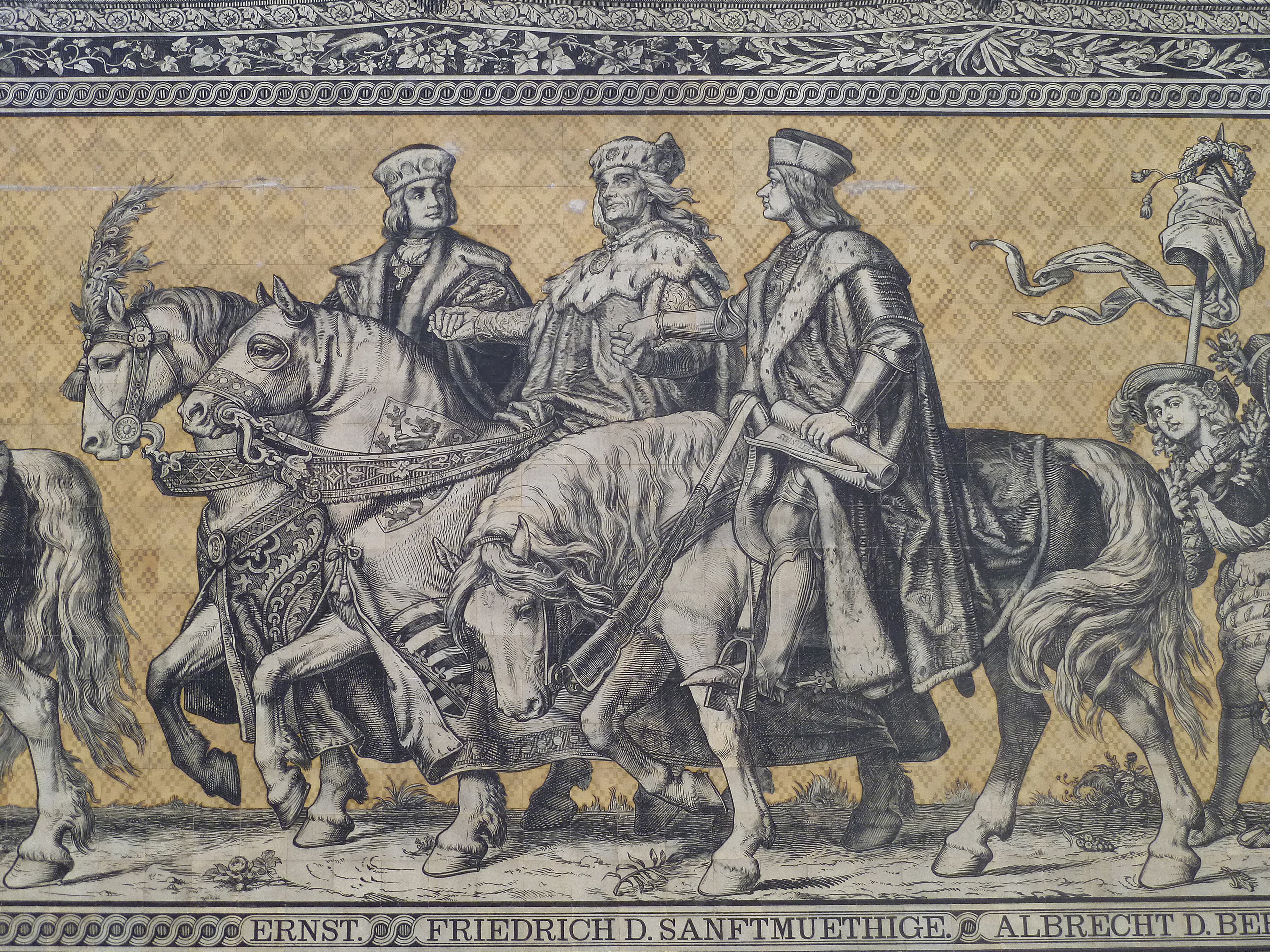
Frédéric (centre) avec ses fils Ernest et Albert, détail du Fürstenzug à Dresde.

Frédéric II de Saxe est issu de la première branche de la maison de Wettin. Il épouse le 3 juin 1431 Marguerite de Habsbourg (1416-1486), fille du duc Ernest le Fer, souverain de l'Autriche intérieure. Huit enfants sont nés de cette union :
- Amélie (1436-1501), en 1452 elle épouse le duc Louis IX de Bavière ;
- Anne (1437-1512), en 1458 elle épouse le margrave Albert III Achille de Brandebourg ;
- Frédéric (1439-1451) ;
- Ernest de Saxe (1441-1486), en 1460 il épouse Élisabeth, fille du duc Albert III de Bavière ;
- Albert III de Saxe (1443-1500), en 1459 il épouse Sidonie de Poděbrady, fille du roi Georges de Bohême ;
- Marguerite (1444-1498), elle entre dans les ordres et est abbesse de Seusslitz ;
- Hedwige (1445-1511), elle entre également dans les ordres et est abbesse de Quedlinbourg ;
- Alexandre (1447-1447).

Ses deux fils Ernest de Saxe et Albert de Saxe fondent pour l'un la branche ernestine, pour l'autre la sixième branche appelée la branche albertine. Cette dernière maison, titulaire de la dignité électorale après la capitulation de Wittemberg en 1547, donne les rois de Saxe et le chef actuel de la maison royale de Saxe le prince Alexandre de Saxe-Gessaphe.